# Linfärjan Maria
Linfärjan Maria, färja 330, är en av Trafikverket Färjerederiets färjor. Hon byggdes 1991 av Smögens Plåt & Svetsindustri AB på Smögen och sattes in på Bohus-Malmönleden 1992.